# Nattens engel (film fra 1998)
 For alternative betydninger, se Nattens engel. (Se også artikler, som begynder med Nattens engel)
Nattens engel er en dansk gyser fra 1998, instrueret af Shaky González. Det er den første danske vampyrfilm siden Carl Th. Dreyers Vampyr fra 1932. Oprindelig havde instruktøren Shaky González en idé til en kortfilm, som han begyndte at lave sammen med nogle venner i 1995. Men projektet løb tør for penge og blev lagt i skuffen. Efter et års tid talte Shaky så med Peter Aalbæk Jensen om idéen, og enden på det blev en hel spillefilm.
På rollelisten ses bl.a. Maria Stokholm, Mette Louise Holland, Tomas Villum Jensen, Karin Rørbech, Christian Grønvall, Nikolaj Coster-Waldau, Ulrich Thomsen og Mads Mikkelsen. Nattens engel dog blev ikke den store biografsucces med kun godt 20.000 solgte billetter, men den modtog to Robert-statuetter for Bedste Make-Up og Bedste Special Effects, og derudover var musikken også nomineret. I Rom ved Fantafestivalen vandt den "The Méliés d'Argent Award", som gives til Bedste Europæiske Fantasy Film.

## Handling
Rebecca arver godset Engellundgård efter sin bedstemor, som var meget optaget af det okkulte specielt vampyrer. Da Rebecca tager med sin kæreste og bedste veninde ud for at inspicere godset, finder de i kælderen en gammel bog om en vampyr, der viser sig at være Rebeccas forfader. De læser højt fra bogen og lærer, hvordan Rebeccas forfader, Rikard, i 1850 blev bidt (bogstaveligt talt) af det onde og forvandlet til vampyren Rico Mortiz.
De læser også om en masse mystiske forsvindinger af purunge piger og om Thim og hans bande småkriminelle, der tog kampen op mod Rico og hans håndlangere for kun få år siden. Endelig læser de også om Marie, der blev gjort gravid af Rico, men konfronterede ham, dræbte hans ufødte søn og sendte ham til evig hvile i en gammel kiste. Mens Rebecca roder rundt i kælderen finder hun en gammel stenkiste, hvori der ligger et flagermus-skelet, og hun finder også en gammel papirsrulle med klare instrukser til, hvordan man vækker vampyren til live.

## Medvirkende
- Maria Karlsen som Rebecca
- Mette Louise Holland som Charlotte
- Tomas Villum Jensen som Mads
- Ulrich Thomsen som Alex
- Karin Rørbech som Marie
- Erik Holmey som Rico Mortiz
- Christian Grønvall som Rikard
- Hector Vega Mauricio som Esiah
- Thomas Bo Larsen som Gary
- Mads Mikkelsen som Ronnie
- Nikolaj Coster-Waldau som Frankie
- Thomas Eje som Boomer
- Beate Bille som Rikards kone

## Soundtrack
1. "Tim's Theme (The Attack II) (Sune Rose Wagner)
2. "The Darker They Come" (Strawberry Slaughterhouse)
3. "Simpatico" (D:A:D)
4. "Wolverine" (Diva)
5. "Evil Beauty" (Psyched Up Janis)
6. "True believer (D:A:D)
7. "Alternative Correctness" (Strawberry Slaughterhouse)
8. "I feel Lost"  (Psyched Up Janis)
9. "The Beginning" (Diva)
10. "Lubiere Infinita" (Søren Hyldgaard/Louise Fribo & City of Prague Philharmonic Orchestra)
11. "Theme & Suite 1" (Søren Hyldgaard/Louise Fribo & City of Prague Philharmonic Orchestra)
12. "Suite 2" (Søren Hyldgaard/Louise Fribo & City of Prague Philharmonic Orchestra)